# Oreoryzomys balneator
Oreoryzomys balneator (Thomas, 1900) è un roditore della famiglia dei Cricetidi, unica specie del genere Oreoryzomys (Weksler, Percequillo & Voss, 2006), diffuso nell'America meridionale.

## Descrizione

### Dimensioni
Roditore di piccole dimensioni, con la lunghezza della testa e del corpo tra 75 e 94 mm, la lunghezza della coda tra 95 e 127 mm, la lunghezza del piede tra 23 e 27 mm, la lunghezza delle orecchie tra 15 e 20 mm.

### Caratteristiche craniche e dentarie
Il cranio presenta un rostro corto e stretto, una regione inter-orbitale larga e con i margini arrotondati e una scatola cranica rotonda. I fori palatali sono corti.
Sono caratterizzati dalla seguente formula dentaria:

### Aspetto
La pelliccia è morbida. Le parti dorsali sono bruno-olivastre scure, talvolta con una linea lungo la schiena di peli nerastri, mentre le parti ventrali sono bianche o giallo crema. La base dei peli è ovunque grigio scura. Il muso è allungato, le vibrisse sono lunghe. Le orecchie sono relativamente corte, marroni scure o nerastre e finemente ricoperte di peli. Le zampe posteriori e le dita sono lunghe e sottili, gli artigli sono parzialmente nascosti da ciuffi di peli lunghi. La pianta dei piedi è ricoperta di squame e provvista di sei cuscinetti carnosi. La coda è più lunga della testa e del corpo ed è uniformemente scura. Le femmine hanno 4 paia di mammelle.

## Biologia

### Comportamento
È una specie terricola, notturna e solitaria.

### Alimentazione
Si nutre di semi.

## Distribuzione e habitat
Questa specie è diffusa nell'Ecuador orientale e meridionale e nel Perù settentrionale.
Vive nelle foreste primarie e secondarie in prossimità di specchi d'acqua tra 1.500 e 1.800 metri di altitudine.

## Conservazione
La IUCN Red List, considerata la continua incertezza sulla reale posizione tassonomica e l'assenza di informazioni circa l'estensione del proprio areale, le minacce, lo stato della popolazione e i requisiti ecologici, classifica O.balneator come specie con dati insufficienti (DD).